# فيرجيني فيفري
فيرجيني فيفري هي متزحلقة حرة سويسرية، ولدت في 6 سبتمبر 1982 في لوزان في سويسرا.

## وصلات خارجية
- الموقع الرسمي
- فيرجيني فيفري على موقع الاتحاد الدولي للتزلج (التزلج على المنحدرات الثلجية) (الإنجليزية)
- فيرجيني فيفري على موقع الاتحاد الدولي للتزلج (التزلج الحر) (الإنجليزية)
- فيرجيني فيفري على موقع اللجنة الأولمبية الدولية (الإنجليزية)
- فيرجيني فيفري على موقع أوليمبيديا (الإنجليزية)